# Urosaurus nigricaudus
Urosaurus nigricaudus là một loài thằn lằn trong họ Phrynosomatidae. Loài này được Cope mô tả khoa học đầu tiên năm 1864.